# Okręg wyborczy nr 19 do Senatu Rzeczypospolitej Polskiej (2001–2011)
Okręg wyborczy nr 19 do Senatu Rzeczypospolitej Polskiej obejmował w latach 2001–2011 obszar powiatów grodziskiego, legionowskiego, nowodworskiego, otwockiego, piaseczyńskiego, pruszkowskiego, warszawskiego zachodniego i wołomińskiego (województwo mazowieckie). Wybierano w nim 2 senatorów na zasadzie większości względnej.
Powstał w 2001, jego obszar należał wcześniej do okręgów obejmujących warszawskie oraz części województw ciechanowskiego, ostrołęckiego, siedleckiego i skierniewickiego. Zniesiony został w 2011, na jego obszarze utworzono nowe okręgi nr 40 i 41.
Siedzibą okręgowej komisji wyborczej była Warszawa.

## Reprezentanci okręgu
| Rok  | Senator komitet wyborczy                   | Senator komitet wyborczy                                                       | Senator komitet wyborczy                 | Senator komitet wyborczy                  |
| ---- | ------------------------------------------ | ------------------------------------------------------------------------------ | ---------------------------------------- | ----------------------------------------- |
| 2001 |                                            | Robert Smoktunowicz KWW Blok Senat 2001 (2001) Platforma Obywatelska RP (2005) |                                          | Andrzej Wielowieyski KWW Blok Senat 2001  |
| 2005 |                                            | Robert Smoktunowicz KWW Blok Senat 2001 (2001) Platforma Obywatelska RP (2005) |                                          | Piotr Andrzejewski Prawo i Sprawiedliwość |
| 2007 | Łukasz Abgarowicz Platforma Obywatelska RP |                                                                                |                                          | Piotr Andrzejewski Prawo i Sprawiedliwość |
| 2011 | okręg zniesiony, patrz okręgi nr 40 i 41   | okręg zniesiony, patrz okręgi nr 40 i 41                                       | okręg zniesiony, patrz okręgi nr 40 i 41 | okręg zniesiony, patrz okręgi nr 40 i 41  |

## Wyniki wyborów
Symbolem „●” oznaczono senatorów ubiegających się o reelekcję.

### Wybory parlamentarne 2001
| Kandydat                                              | Kandydat                | Komitet wyborczy                              | Głosów  |
| ----------------------------------------------------- | ----------------------- | --------------------------------------------- | ------- |
|                                                       | Robert Smoktunowicz     | KWW Blok Senat 2001                           | 114 391 |
|                                                       | Andrzej Wielowieyski    | KWW Blok Senat 2001                           | 104 796 |
|                                                       | Mirosław Hermaszewski   | KKW Sojusz Lewicy Demokratycznej – Unia Pracy | 93 783  |
|                                                       | Andrzej Żelazowski      | KKW Sojusz Lewicy Demokratycznej – Unia Pracy | 74 097  |
|                                                       | Mirosław Pietrewicz     | Polskie Stronnictwo Ludowe                    | 58 676  |
|                                                       | Zygmunt Mogiła-Lisowski | Polskie Stronnictwo Ludowe                    | 46 310  |
| Frekwencja: 45,15% Źródło: Państwowa Komisja Wyborcza |                         |                                               |         |

### Wybory parlamentarne 2005
| Kandydat                                              | Kandydat                | Komitet wyborczy                    | Głosów  |
| ----------------------------------------------------- | ----------------------- | ----------------------------------- | ------- |
|                                                       | Piotr Andrzejewski      | Prawo i Sprawiedliwość              | 158 780 |
|                                                       | Robert Smoktunowicz●    | Platforma Obywatelska RP            | 136 033 |
|                                                       | Stanisław Michalkiewicz | Liga Polskich Rodzin                | 57 471  |
|                                                       | Michał Wróblewski       | Samoobrona Rzeczpospolitej Polskiej | 41 876  |
|                                                       | Ryszard Walczak         | Liga Polskich Rodzin                | 37 207  |
|                                                       | Krzysztof Oksiuta       | Centrum                             | 20 598  |
|                                                       | Elżbieta Paziewska      | KWW S jak Senat RP 2005             | 17 960  |
|                                                       | Wiesław Wójcik          | KWW S jak Senat RP 2005             | 13 118  |
|                                                       | Ryszard Gawrysiuk       | Polska Partia Narodowa              | 10 593  |
| Frekwencja: 44,17% Źródło: Państwowa Komisja Wyborcza |                         |                                     |         |

### Wybory parlamentarne 2007
| Kandydat                                              | Kandydat            | Komitet wyborczy                      | Głosów  |
| ----------------------------------------------------- | ------------------- | ------------------------------------- | ------- |
|                                                       | Łukasz Abgarowicz   | Platforma Obywatelska RP              | 223 704 |
|                                                       | Piotr Andrzejewski● | Prawo i Sprawiedliwość                | 156 498 |
|                                                       | Jacek Sasin         | Prawo i Sprawiedliwość                | 142 050 |
|                                                       | Tomasz Borecki      | Polskie Stronnictwo Ludowe            | 116 646 |
|                                                       | Jacek Barszcz       | KKW Lewica i Demokraci SLD+SDPL+PD+UP | 85 378  |
| Frekwencja: 61,82% Źródło: Państwowa Komisja Wyborcza |                     |                                       |         |